# Mirzamys
Mirzamys là một chi động vật gặm nhấm trong họ chuột Muridae, chi này gồm các loài bản địa của vùng New Guinea.

## Các loài
Trong chi chuột này chứa hai loài sau:
- Mirzamys louiseae: Chuột Mirza miền Tây
- Mirzamys norahae: Chuột Mirza miền Đông